# Masacre de Navidad
La masacre de Catavi, conocida también como masacre de Navidad, es el nombre con el que se conoce a la masacre armada ocurrida en diciembre de 1996 en la mina de Amayapampa y la mina Capasirca localizadas en el norte del Departamento de Potosí en Bolivia ocurrida durante el primer gobierno de Gonzalo Sánchez de Lozada. La masacre tuvo como consecuencia la muerte de once personas.

## Antecedentes
Las minas de Amayapampa y Capacirca están establecidas en parajes que antes pertenecían a los ayllus Juk´umani, Laymes y Chayantakas. Los terrenos fueron comprados por familias como Yaksic o Garafulik para explotar oro, que pertenecen a la minería mediana boliviana. Aquellos trabajadores eran comunarios que intercalaban el trabajo en las minas con el trabajo de campo.

### Compra de las minas por el capital externo
En abril de 1996 ingresó a ambas minas la empresa transnacional canadiense Da Capo Resources Ltda, que posteriormente se unió a la Granges de Estados Unidos, conformando Vista Gold Corporation. Los trabajadores se declararon inmediatamente en emergencia por la venta no anunciada de las minas. 

#### 5 de septiembre
Los trabajadores de Amayapampa firman, con los empresarios que operan allí, un segundo convenio que contempla:
— La Empresa garantiza la estabilidad laboral y los beneficios sociales
— Reajuste de bonos de antigüedad y de los salarios de los perforistas que trabajan en una mina de oro.
— La Empresa se compromete a construir servicios sanitarios en los campamentos
— Refacción del camino carretero a la mina y a la localidad de Amayapampa
Dicho convenio es incumplido por la Empresa. Esta deja de pagar las regalías a Potosí y, en particular, al norte de este departamento.

#### 14 de noviembre
“Ante el incumplimiento (de los compromisos por la Empresa) las tensiones aumentaron, hasta que el 14 de noviembre al amanecer, tropas policiales fueron enviadas desde la ciudad de Oruro por orden de la prefecta Mirtha Quevedo y tomaron el campamento de Chuquiuta, pero no pudieron tomar Capasirca ya que los trabajadores mineros reaccionaron desarmando a los 150 policías e incautándose 150 fusiles FAL del Ejército” (J. Gonzalo Trigoso A. “Masacre de Navidad", informe para la Central Obrera Boliviana, mimeo, La Paz, 10-I-97)

#### 3 de diciembre
Da Capo “desiste” de juicios interpuestos en contra de dirigentes sindicales.
Sin embargo, entre esta fecha y el 16 del mismo mes, la Empresa amenaza con nuevos juicios a los trabajadores y dirigentes sindicales debido a que éstos exigen el cumplimiento de los convenios.
A los campesinos les obliga a dejar sus cultivos ubicados en las concesiones mineras, así como a retirar a los animales que pastan allí. Todo con ayuda de 150 efectivos de la Policía llevados al lugar desde La Paz.

## Masacre de Navidad

### 17 de diciembre
La empresa Vista Gold quiso cerrar los centros de trabajo para iniciar un “proceso de modernización”, que entre otras cosas prohibiría pijchar coca a los mineros, por considerarla una costumbre que desperdiciaba un tiempo que podía usarse para generar ganancia, además la empresa afectó terrenos de cultivo de las comunidades adyacentes. Entonces los mineros plantearon: hacerse cargo de la mina ellos mismos y los ayllus de Norte Potosí se pronunciaron contra el despojo de tierras comunales.
“Estábamos en la oficina de la empresa cuando un grupo de dirigentes (sindicales) llegó con la conminatoria. Sin mayores preguntas, hicieron conocer un voto resolutivo por el cual se oponían a la permanencia de la empresa y exigían que los técnicos y los 25 policías que custodiaban las instalaciones abandonen el lugar”, según un técnico de la Vista Gold Corporation  Da Capo. (La Razón (La Paz), 19-I-97).

### Jueves 19 de diciembre
Un cabildo abierto de trabajadores y campesinos, con autoridades de la región, realizado en Amayapampa, resuelve:
— Rechazar el ingreso de inversionistas extranjeros
— Defender los recursos naturales y las fuentes de trabajo
— Repudio al nuevo proyecto de Código de Minería favorable a las grandes empresas mineras
— Constituir una comisión de vigilancia para preservar los bienes de la Empresa hasta la solución del conflicto
— Rechazar el amedrentamiento de empresarios y policías
— Desechar el convenio del 5-IX-96 porque fue incumplido por los empresarios
— Exigir el repliegue de las fuerzas policiales
— Ratificar el pacto minero-campesino y lucha unitaria en favor del norte de Potosí.
En esta fecha se militariza la zona del conflicto:
— Ingresan 1000 efectivos de las unidades de élite policial: Grupo Especial de Seguridad (GES), la Unidad Polivalente Antimotines, fracciones de la Unidad Móvil de Patrullaje Rural o policía antinarcóticos (UMOPAR). A ellos se sumaron 2.000 efectivos militares de cuatro unidades del Ejército: Illimani de Uncía, Ranger de Challapata, Braun de Oruro y Pérez de Potosí; comandados por el general de división David Saavedra, jefe del Estado Mayor del Ejército. En suma, 3.000 efectivos entre policías y militares.
— “Cuatro muertos y 19 heridos era el saldo parcial, esta noche, de la violenta retoma que fuerzas combinadas del Ejército y la Policía hicieron de la mina aurífera Amayapampa, comprada por empresas de Canadá y Estados Unidos a poderosos empresarios bolivianos”, informa desde siglo XX, norte de Potosí, la agencia de noticias ERBOL.
— “Hemos evaluado y ésta es una situación de agitación política, y es que hay elementos trotskistas incrustados en el movimiento. Porque los planteamientos exceden los márgenes aceptables de solución”, asegura Marcos Tufiño Banzer, secretario de Régimen Interior y Policía.
— “(Se garantiza la vida) de los pobladores que están actuando legalmente, pero no de aquellas personas que raptan a personas, como han hecho en Amayapampa apartando a ingenieros, o apaleando a los efectivos de la Policía”, afirma Yerko Andrés Kukoc Del Carpio, prefecto de Potosí.
— “Quiero comunicarles que un informe de la Cruz Roja, que se constituyó en el lugar de los hechos, da cuenta verdaderamente de tres muertos, aunque no se sabe si tienen familiares”, afirma Mauricio Balcázar, ministro de Comunicación Social.
— La COB instruye la movilización de los trabajadores de todos los distritos mineros del país hacia Amayapampa.

### Viernes 20 de diciembre
Un ampliado de la COB, que discute el pliego de peticiones al gobierno, declara emergencia y duelo nacional. La Federación Sindical de Trabajadores Mineros de Bolivia (FSTMB) decreta paro de 24 horas.
— Diputados viajan a la zona del conflicto.
— El gobierno anuncia la muerte del Coronel Eduardo Rivas Rojas, comandante del GES, por un disparo en el rostro, hecho por presuntos francotiradores.
— “Un clima de guerra se vive en las inmediaciones de la mina Amayapampa, en la que campesinos y mineros se enfrentan sin cesar a contingentes de la Policía y el Ejército”.
— Los cooperativistas mineros y la población civil relatan que grupos de trabajadores irán a respaldar a los asalariados y comunarios del lugar del conflicto.
— El vicepresidente Víctor Hugo Cárdenas insta al diálogo para sustituir a la presión civil y a la represión policial.
— La Central Obrera Boliviana COB ratifica la huelga general indefinida, el bloqueo de caminos en todo el país y la "toma" de los puestos de trabajo en las minas.
— Tropas militares llegan a las puertas de Llallagua. Allí son resistidas por la población y mueren dos civiles: Wilmar Gonzales y José Espinoza.
— Gonzalo Sánchez de Lozada dice que tiene la esperanza de que no haya más muertos.
— “Radio Pío XII denuncia que los periodistas locales enviados de diversos medios de comunicación social de La Paz sufren severas restricciones para el desarrollo de su labor informativa”.
— El secretario ejecutivo de la COB, Edgar Ramírez Santiesteban, afirma: “Hacemos un llamado a la población para que exprese su solidaridad con los mineros que, como en los peores tiempos de las dictaduras, están siendo masacrados. Hacemos un llamado para que las fuerzas del orden se retiren y (se pueda) entablar conversaciones, caso contrario esto será un baño de sangre”.
— Mauricio Balcázar Gutiérrez, ministro de Comunicación, señala: “Seamos realistas, esta ha sido la única forma en que se tiene que lograr una pacificación dentro de la región”.
— Cocaleros del Chapare se declaran en emergencia e informan estar dispuestos a movilizarse hacia el norte de Potosí.
— Reina una tensa calma en Llallagua, luego de casi cinco horas de enfrentamientos, según medios de prensa paceños.
```
“Una vez más, la población de las minas es víctima de la violencia y lleva las consecuencias del incumplimiento de obligaciones con las zonas pobres y marginadas del país”.
```

### Sábado 21 de diciembre
“Fuerzas de la Policía antimotines interceptan a comunarios y mineros, hombres y mujeres, en el sector de Chayanta y Pucro, cuando avanzaban hacia Amayapampa. El choque dura hasta las 15 horas aproximadamente. La señora Ercilia López es muerta y se convierte en la novena víctima, aunque se informa de un décimo muerto, no identificado aún”.
— Reunión de diputados, ministros y jefes policiales y militares en el cuartel del Regimiento Illimani de Uncía.
— “Esto es una masacre, hay que pararla”, declara el diputado Juan Fernando del Granado Cosío en la zona del conflicto.
— Un cabildo abierto de Llallagua y la provincia Bustillo “protesta por el ataque de las Fuerzas Armadas y la Policía”.
— “La tranquilidad reina al concluir el tercer día de enfrentamientos, pero no hay diálogo entre los bandos, que se mantienen en estado de apronte, atrincherados en sus posiciones”.

### Domingo 22 de diciembre
El ministro de Comunicación identifica como responsables del conflicto a los hermanos Mancilla (de Capasirca), a los que culpó de haber constituido una “sociedad anónima de la muerte”.
— “Es un problema de regalías, de fuentes de trabajo, pese a que se trata de lugares en los que se han explotado grandes cantidades de riqueza nacional y que no han merecido ningún beneficio para la población”, informa el diputado del Granado.
— Es enterrado, en La Paz, el dirigente minero Galo Luna Salinas, muerto el 19 de diciembre en las serranías de Amayapampa.
— Monseñor Julio Terrazas Sandoval, arzobispo de Santa Cruz, afirma: “...mientras en Bolivia nos inundan de cosas para comprar, se mata a nuestros hermanos mineros, se los atropella, no se los escucha, se les responde con pólvora...”
— Se firma un acta de pacificación en Uncía entre gobernantes y dirigentes sindicales.

### Año 1997

#### 23 de enero
— El general Hernán Aguilera Bianchi, comandante en jefe de las Fuerzas Armadas de Bolivia, dice que el presidente de la República ordenó la intervención militar en las minas de Amayapampa, Capasirca y Llallagua.
“Al principio, las fuerzas militares tenían órdenes de no disparar y utilizar municiones de fogueo, pero cuando fueron atacadas por elementos armados tuvieron que utilizar munición de guerra”.
“El Ejército no acudió al norte de Potosí a disparar, y si lo hizo fue para defenderse, prueba de ello es que los militares sufrimos más bajas que los campesinos y mineros”.

#### 25 de enero
El comandante en jefe de las Fuerzas Armadas afirma que los periodistas le interpretaron mal, que no dijo que el presidente de la República dio la orden para que efectivos militares intervinieran en la Masacre de Navidad. “...una fracción mínima para la acción disuasiva y de apoyo a la Policía” estuvo en Amayapampa.

## Desenlace
Finalmente, se instalaron las negociaciones donde se acordó un acta de pacificación, comprometiéndose el gobierno a viabilizar la negociación de los trabajadores con la empresa privada, y estos se comprometían terminar con la toma de las minas y a entregar sus armas.